# Lorenzo Bartoli
Lorenzo Bartoli (Roma, 7 aprile 1966 – 5 ottobre 2014) è stato un fumettista, romanziere e sceneggiatore italiano.

## Biografia
Come sceneggiatore di fumetti esordisce nel 1988 sulle pagine de L'Eternauta, rivista di fumetti edita dalla Comic Art.
Nel 1993 crea con il disegnatore Andrea Domestici il personaggio Arthur King per Cierre Editore (successivamente pubblicato da Macchia Nera).
Nel 1995 crea D.E.I.S. - Dream Escaped from Inner Space per Macchia Nera.
Nel 1996 crea Millennio per Magic Press, su disegni di Alessandro Di Paolo e esce negli Stati Uniti Dolls, per l'editore Sirius, seguito nel 1998 da Morrigan. In Italia il primo sarà pubblicato da Comic Art nello stesso anno, mentre il secondo sarà pubblicato nel 2002.
Nel 2002 è creatore e sceneggiatore di John Doe e nel 2005 di Detective Dante insieme a Roberto Recchioni.
Ha collaborato anche con diverse pubblicazioni Disney.
Nel 2005 inizia a collaborare con Sergio Bonelli Editore, scrivendo negli anni sceneggiature per Martin Mystère, Dylan Dog e Zagor.
Nel 2007 esce Arthur King Director's Cut per 001 Edizioni, edizione definitiva della serie Arthur King.
Nel 2009 pubblica una storia breve per la rivista Denti (Edizioni Inkiostro) su disegni di Rossano Piccioni e un'altra per l'antologia Nuovimondi - La vita, i fumetti e tutto quanto (Double Shot).
Nel 2011 crea la serie Alice Dark per Editoriale Aurea, pubblica una storia per l'antologia Wonderland - Quando Alice se ne andò (Nicola Pesce Editore) e sceneggia Cuore di Terra per Edizioni BD su disegni di Walter Venturi.
Nel 2014 esce Voci nell'ombra per Tunué, raccolta di storie brevi pubblicate su Skorpio e Lanciostory nei primi anni 2000, su disegni di Giorgio Pontrelli.
Nel 2015 - postumo - esce 'O Malamente per Tunué, raccolta integrale della serie Napoli Ground Zero pubblicata su Skorpio fra il 1998 e il 2001, su disegni di Luca Bertelè.
Oltre alla sua attività di scrittore e sceneggiatore è stato direttore delle riviste L'Eternauta e Tiramolla ed è stato direttore editoriale di Eura Editoriale.

### Romanzi
Al suo attivo ha diversi libri. Due romanzi, scritti con lo pseudonimo di Akira Mishima, sono stati editi da Fanucci, rispettivamente nel 1996 viene pubblicato Bambole e nel 1998 Overminder - Il sognatore. Protagonista di entrambi i romanzi è Leo Kaminsky, un investigatore privato. Entrambi i romanzi sono un mix di noir e di fantascienza cyberpunk. In Bambole, Bartoli viene indicato come traduttore. 
Sempre sentirai le voci, romanzo che ha per protagonista Arthur King, pubblicato dalla Cierre editrice.
Cuori da bar è stato pubblicato da Edizioni BD nel 2007 ed è un'antologia dei migliori racconti apparsi sul suo blog.
Lontre in amore, scritto con lo pseudonimo di F. D. Erwin, è stato pubblicato da Books & Brunch Edizioni nel 2011.
Tony Plumbeo e il giudizio universale è stato pubblicato da Play Seven Edizioni nel 2012.

### Altri media
Bartoli ha al suo attivo diversi film, fra i quali: la versione cinematografica del suo romanzo Bambole, la sceneggiatura de La prova (film ambientato nel 1500), Piano americano e Radio Karika.
Nel 2008 partecipa, assieme ai colleghi Danijel Žeželj e Giacomo Bevilacqua alla realizzazione del serial-movie Tigri di carta, di Dario Cioni, sponsorizzata da Nokia per un totale di 14 episodi da 3 minuti ciascuno con protagonisti Alessandro Haber e Rocco Papaleo e tanti altri.

### Collaborazioni
Come sceneggiatore ha collaborato con diversi disegnatori. Oltre ai già citati Domestici e Recchioni, fra gli altri spiccano Saverio Tenuta (ad esempio per Dolls), Guglielmo Signora e Massimo Carnevale, col quale pubblica fra l'altro Il dono di Eric (Euracomix Tuttocolore numero 152 del 2002) e Uomini e Topi, sia il volume 1 che il volume 2 (rispettivamente nel 1997 e nel 1998 in Euracomix Tuttocolore numeri 108 e 120).

## Premi
- 2001: Lucca Comics & Games – Miglior volume a fumetti d'autore italiano per Il Dono di Eric[3]
- 2003: premio Attilio Micheluzzi come miglior serie italiana per John Doe
- 2003: premio Gran Guinigi per John Doe
- 2003: premio per lo sviluppo dell'Istituto Luce per la coproduzione europea Piano Americano